# 袁緒欽
袁緒欽（?—?），湖南長沙府長沙縣（今湖南省長沙市）人，清朝政治人物、進士出身。
光緒二十一年（1895年），登進士，同年五月，以主事分部学习。光緒二十七年，任戶部主事。光緒三十三年，任度支部主事。工詩，《晚晴簃诗汇》收其诗作二首。